# Courville-sur-Eure
Courville-sur-Eure – miejscowość i gmina we Francji, w Regionie Centralnym, w departamencie Eure-et-Loir.
Według danych na rok 1990 gminę zamieszkiwało 2375 osób, a gęstość zaludnienia wynosiła 213 osób/km² (wśród 1842 gmin Regionu Centralnego Courville-sur-Eure plasuje się na 155. miejscu pod względem liczby ludności, natomiast pod względem powierzchni na miejscu 1090.).